# حضرت باباجان
حضرة باباجان (غير معروف - 21 سبتمبر 1931م) كانت والية مسلمًة من الباشتون يعتبرها أتباعها ساجغورو أو قطب. ولدت في بلوشستان في أفغانستان، وعاشت آخر 25 سنة من حياتها في بونه في الهند. استهرت بأنها المعلمة الأولى مهير بابا الأصلية.

## حياتها المبكرة وانجازاتها
أول وثائق مسجلة حول حضرة باباجان، الذي كان اسمها عند ولادتها غولروخ، هو كتاب «وجه من الورد»، يذكر فيه أنها «مانت ابنة أحد وزراء أمير أفغانستان». وتشير التقارير اللاحقة إلى أن باباجان «تنحدر من أفغانستان... وكانت ابنة أفغان ميسورين من سلالة نبيلة». «وولدت لعائلة مسلمة ملكية من بلوشستان». التاريخ الدقيق لولادة باباجان غير واضح. المتغيرات فس سنة ولادتها في السير الذاتية تتراوح بين 1790  إلى 1820م. كان تعليمها منسجما مع الوضع الاجتماعي لأسرتها في ذلك الوقت، وكانت متعلمة جيدا، وكانت تتقن اللغة العربية والفارسية والأردية، بالإضافة إلى لغة بلدها الأصلي الباشتو. كانتحافظة للقرأن عن ظهر قلب. كانت طفلة مستبطنة، ومائلة روحياً، منذ «حياتها المبكرة، طورت ميولاً صوفية، وبخلاف الفتيات في سنها، اعتادت أن تمرر قدراً كبيراً من وقتها في الصلاة والتأمل والعزلة».
اتباعا لتقاليد النبلاء الأفغان، فقد تربى ت باباجان بحسب تقاليد البردة الصارمة، حيث تم عزل النساء عن العالم الخارجي، وتدبير زيجاتهم. لكنها عارضت الزواج الذي خطط لها، وهربت من المنزل في يوم زفافها في سن الثامنة عشرة. تخفيت في برقعها، وسافرت إلى بيشاور، المدينة الحدودية عند سفح ممر خيبر. وهناك، كان أول اتصال لها سادغورو هندوسي الذس أصبح معلمها. بتوجيهات من معلمها، "ذهبت إلى العزلة في جبل قريب خارج روالبندي وخضعت للرياضات الروحية (لتقشفات الروحية) لمدة سبعة عشر شهرًا تقريبًا. بعد ذلك نزلت إلى البنجاب وبقيت بضعة أشهر في مولتان. وهناك، في حين كانت تبلغ من العمر 37 عامًا، التقت بأول ولي قديس مسلم وضع حدًا لنضالها الروحي من خلال ايصالها إلى الإدراك الإلهي. بعد هذه التجربة، عادت إلى روالبندي لإعادة التواصل مع المعلم الهندوسي الذي ساعدها، بعد عدة سنوات، في العودة إلى الوعي الطبيعي.

## سفرها والحج
بعد الإقامة الثانية في روالبندي مع سيدها الهندوسي، قامت باباجان بعدة رحلات طويلة عبر دول الشرق الأوسط من بينها سوريا، لبنان والعراق. «يقال إنها سافرت إلى مكة متنكرة في زي رجل عن طريق أفغانستان وإيران وتركيا والعودة إلى الجزيرة العربية». في الكعبة، قامت بالصلاوات يوميا وهي تجلس دائما في بقعة واحدة مختارة. أثناء وجودها في مكة، غالباً ما كانت باباجان تجمع الطعام للفقراء والحجاج المرضى الذين تعرضوا للمرض.
من مكة، توجهت باباجان بالحج إلى قبر النبي محمد (ص) في المدينة المنورة، حيث تبنت نفس الروتين لتقديم الصلوات ورعاية الحجاج. تركت الجزيرة العربية إلى بغداد والعراق ثم عادت إلى البنجاب. ثم سافرت جنوبًا إلى ناسيك وأقامت في بانكافاتي. من ناسيك، سافرت باباجان إلى بومباي، وبقيت لبعض الوقت حيث نمت شهرتها.
في أبريل 1903، قامت برحلة ثانية إلى مكة المكرمة، هذه المرة مبحرة من بومباي. حوالي عام 1904، عادت باباجان إلى بومباي، وسرعان ما انتقلت بعد ذلك إلى أجمر في شمال الهند لتكريم قبر القديس الصوفي معين الدين تشيشتي الذي أسس نظام تشيشتي للإسلام في الهند. من أجمر عادت مرة أخرى إلى بومباي ثم سرعان ما سافر غربًا إلى بونه.

## الإقامة في بونه

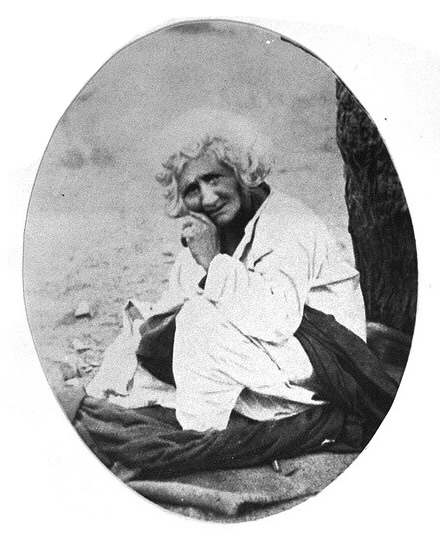
باباجان تحت شجرة النيم في شار بافادي ، بونا

بحلول عام 1905، وصلت باباجان إلى بونه، حيث استقرت فيها. أصبحت الآن امرأة عجوز، منحنية الظهر، بكتفين مستديرتين، وشعر آشيب متخلف، ترتدي ملابس رثة، «وكانت تجلس وترتاح في أماكن غريبة، في أجزاء مختلفة من المدينة». وأخيرا، انتقلت باباجان إلى منطقة عشوائية يعيش بها الفقراء تسمى شار بوادي (أربعة أبار) على طريق مالكوم تانك، وهي جزء من معسكر للجيش البريطاني.
وقد وصفت منطقة شار بوادي في ذلك الوقت بأنها «صورة للأوساخ والخراب والقبح، وبقعة تكاثر الطاعون والأوبئة ومطاردة منتظمة من الزعران الخطيرين ليلا.»  بعد التعرض لعدة أشهر للعناصر الطبيعية، سمحت باباجان على مضض لمريديها ببناء ملجأ أساسي من الأكياس الخيشومية فوقها. كان الأطفال في العادة يرمون الحجارة عليها. كانت «فقير» بلا مأوى وتعرفت على كيفية معيشتهم. تقاسمت الهدايا من محبيها بين الفقراء والمعوزين، وفي بعض الحالات سرقها منها اللصوص. بقيت غير مبالية بالعروض المادية أو بالخسارة. وتدريجياً، من باب الإخلاص، أو مجرد فضول، سعت إليها أعداد متزايدة من الناس من بونه وأماكن أخرى. وقد نُسب العديد من المعجزات المزعومة إلى باباجان. [بحاجة لمصدر]
وفقا لأحد المراقبي، في غضون عقد من إقامة باباجان "خضعت شار بوادي لتحول فاق كل التوقعات. فالاهتمام باباجان غير محيط اقامتها إلى منطقة حيوية فانتشرتمحلات الشاي المكهربة التي ترتمي مع قعقعة الكؤوس والصحون، وطائفة من الناس من جميع الرتب والمذاهب تنتظر ملاقاتدارشان باباهاجان ، واصبح شارع يلهو الجمهور بموسيقاه، والمتسولين منشرون يطلبون الصدقات، والعاطلون يقفون بشكل عشوائي دون المرور على متن المركبات، والجو الكامل المنتشي برائحة البخور المحبب دائمًا يحترق قرب باباجا، ويقدم مشهدًا شرقيًا بشكل نموذجي، مما يترك انطباعًا لا يُمحى على ذاكرة المرء.

## معلمة مهير بابا
في شهر مايو من عام 1913، كان مروان شيريار إيراني، الذي كان يبلغ آنذاك تسعة عشر عامًا، يركب دراجته في الطريق إلى فصل دراسي في كلية ديكان، عندما نظر إلى الأعلى ورأى امرأة عجوزً تجلس تحت شجرة النيم محاطة بحشد من الناس. كان قد مر بهافي مناسبات سابقة لكنه لم يعيرها الكثير من الاهتمام، رغم أنه كان يدرك أن البعض اعتبرها قديسًة مسلمًة. اعتقد البعض أنها امرأة مجنونة أو ساحرة أو مشعوذة. شيريار الإيراني والد ميهير كان يولي باباجان درجة عالية غاية من التقدير والاحترام. ولد من أسرة زرادشتية، قضى شيريار إيراني حياة المتجولين الدراويش لعدد من السنوات  قبل أن يستقر أخيرا في بيون والزواج. احتضنت باباجان مروان، الذي كان بدوره ينجذب نحوها. لعدة أشهر بعد ذلك كان مروان إيراني يزور القديسة. كانوا يجلسون معا ونادرا ما يتحدثون. ليلة واحدة خلال يناير 1914، كان على وشك الرحيل، وقبل ذلك قبل يد باباجان، فقامت بدورها بربط وجهها بين يديها. ثم قبلته على جبهته،  حيث تلقى نعمته الروحية (البركة). وقد ترك الحدث فيما بعد مروان إيراني في حالة من الفوضى حيث ظل ترك محيطه الطبيعي لمدة تقرب من تسعة أشهر. في وقت لاحق أصبح الشاب يعرف باسم ميهير بابا.

## سنواتها الأخيرة
في عام 1930، قبل عدة أشهر من وفاة باباجان، زارها الصحفي بول برونتون وكتب عنها: «إنها تنام، على مرأى ومسمع من المارة، على ديوان منخفض. رأسها مسند بواسطة الوسائد. البياض اللامع لشعرها الحريري يقدم تناقضاً محزناً مع الوجه المجعد بشدة والحاجز الملحوم.»  كان الاجتماع مقتضبا. ومع ذلك كان من الواضح أن برونتون تأثر بها، وبعد ذلك، في غرفته في الفندق، تفكر: «أن بعضا من التحصيل النفسي العميق يكمن حقا في أعماق كيانها، أنا متأكد».
في 18 سبتمبر 1931، تم إجراء عملية لإحدى أصابع باباجان في مستشفى ساسون، ولكن لم يبدوا أنها تتعافى. ووفقاً لإحدى الروايات، قبل وفاتها ببضعة أيام، تمتمت باباجان قائلاً: «لقد حان الوقت ... لمغادرة المكان الآن». انتهى العمل ... يجب أن أغلق المحل «. قال أحد المحبين،» لا تقل مثل هذه الأشياء باباجان، نحن بحاجة إليك معنا«. لكنها أجابت ببرودة:» لا أحد، لا أحد يريد بضاعتي. لا أحد يستطيع تحمل الثمن. لقد حولت بضاعتي إلى المالك.

## ضريح في بونة

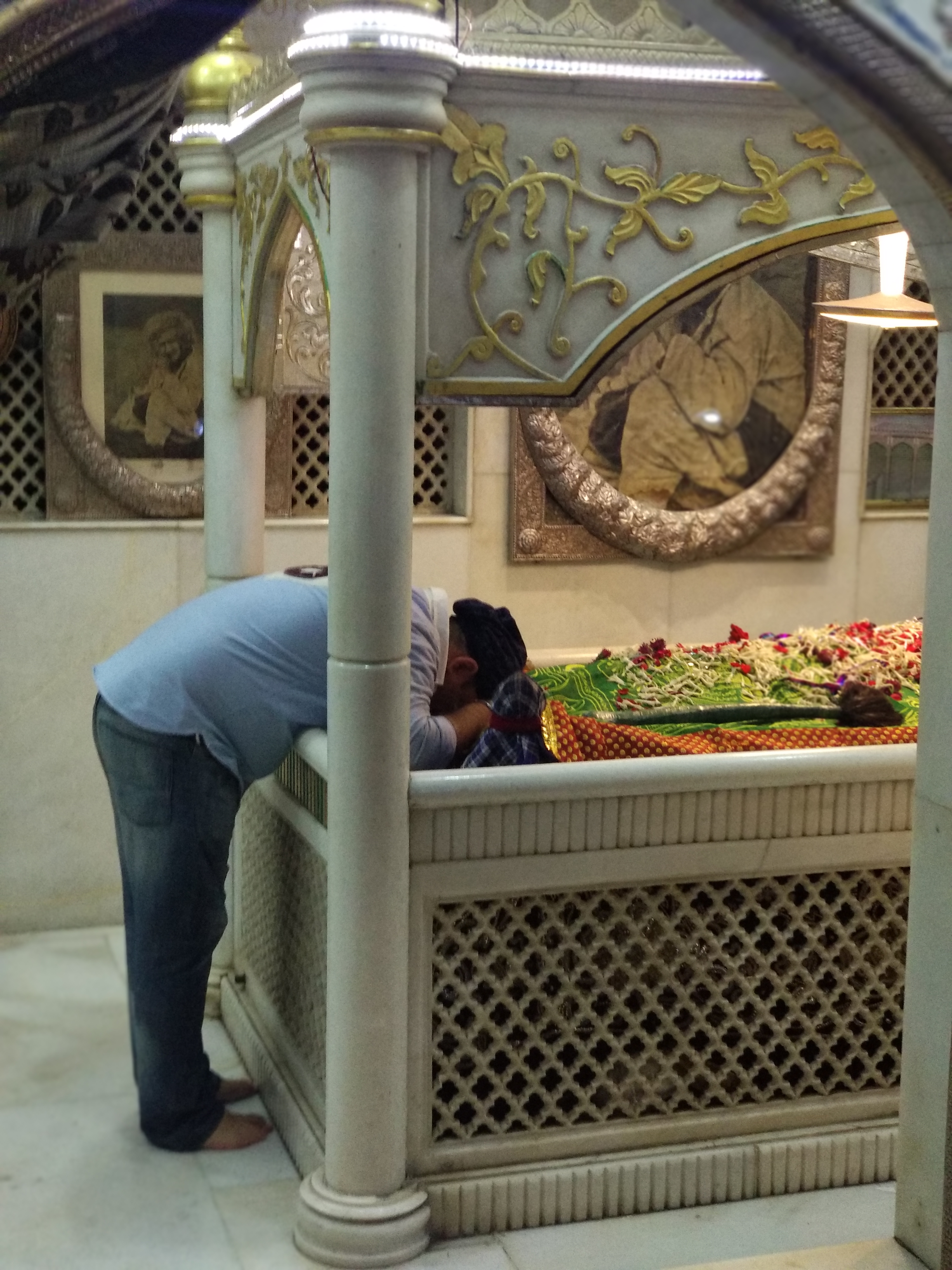
ضريح باباجان في بونة

توفيت حضرة باباجان في قسم شار بوادي في بونا في 21 سبتمبر 1931. في يوم الأربعاء، 23 سبتمبر، ذكرت صحيفة النشرة الاخبارية المسائية الهندية موتها. ذكرت مقالة الصحيفة أن "الجالية المسلمة في [بونا] قد تأثرت بشكل كبير بموت القديسة الشهيرة ... كانت جنازتها البارحة ... حصرها عدد كبير من الآلاف من المسلمي الذين شاركوا في المسيرة. تم بناء دارغا من الرخام لوري ثرى باباجان إلى جانب شجرة النيم التي كانت تجلس عليها لسنوات عديدة، على جانب الطريق الذي أصبح الآن مزدحماً. واضاف "انها دارغا صغيرة بغرفة واحدة مع القبر وضعت تحت شجرة. يظهر جذع الشجرة من خلال السطح. "  يتردد العديد من الناس من جميع الأديان لزيارة ضريحها..

## روابط خارجية
- شري سوامي
- صور وفيديو لضريح باباجان في بيون